# Эрбен, Карел Яромир
Карел Яромир Э́рбен (чеш. Karel Jaromír Erben; 7 ноября 1811[…], Милетин[…] — 21 ноября 1870[…], Прага, Цислейтания[…]) — чешский писатель, поэт, переводчик, историк литературы и собиратель чешского фольклора, в первую очередь народных сказок и песен. Представитель романтического направления в искусстве. Участник Славянского съезда в Москве и Санкт-Петербурге 1867 года

## Жизнь и творчество
Изучал философию в Градец-Кралове, позднее — право в Пражском университете. В 1837 году он — практикант при уголовном суде пражского магистрата, в 1838 — служил при казначействе. В 1842 году вступил в брак Бетиной Мечиржовой. С 1843 — сотрудник пражского Национального музея; его заданием в музее было сортировать и каталогизировать документы из архивов Табора и Домажлице. В 1848 году стал редактором Пражских новостей (Pražské noviny); после публикации новой конституции в том же году оставил должность редактора. В 1850 году стал секретарём и архивариусом Национального музея; в 1851 — архивариусом города Прага.
Основной труд К. Я. Эрбена — Славянское чтение (Slovanská čítanka) — содержит в себе более сотни народных сказок и легенд, написанных чешским архаичным языком. В 1853 году вышел в свет единственный сборник его стихов Букет народных сказаний (Kytice z pověstí národních), в котором пересказаны старочешские предания. В 1864 издал романтическое собрание Простонародных чешских песен и рифм (Prostonárodní české písně a říkadla) в пяти частях.
Эрбен не только собирал народное чешское творчество, но и писал на эту тему литературно-критические работы. Кроме этого, он является автором многочисленных книг по истории Праги и Чехии. Наиболее значительным историческим трудом К. Я. Эрбена считается «Регистр писем и документов Богемии и Моравии» (лат. Regesta diplomatica nec non epistolaria Bohemiae a Moraviae), в котором изучаются грамоты и указы Чехии, начиная с 1253 года. Кроме этого, писателю принадлежат критические комментарии по историям и легендам о таких личностях, как Святая Екатерина, Томаш Штитный, Ян Амос Коменский  и Ян Гус. Перевёл также на чешский язык с русского «Повесть временных лет» и «Слово о полку Игореве».
Композитор Антонин Дворжак использовал многие баллады К. Я. Эрбена как основу для своих симфонических произведений (например, op. 107 Водяной, op. 108 Полуденница, op. 109 Золотое веретено и op. 110 Лесной голубь).
Похоронен в Праге на Ольшанском кладбище.

## Издание на русском языке
Эрбен, Карел Яромир. Баллады. Стихи. Сказки / Перевод с чешского. Редакция стихотворных текстов М. Зенкевича и М. Голодного. Обложка, титул, заставки и буквицы художника В. И. Таубера. Вступительная статья С. Никольского. М.: ОГИЗ, 1948. 304 с.

## Сказки (избранное)
- Златовласка (чеш. Zlatovláska)
- Три золотых волоска Деда-Всеведа (чеш. Tři zlaté vlasy Děda-Vševěda)
- Снегурочка
- Живая вода
- Горшок каши
- Длинный, толстый и зоркий / Длинный, толстый и глазастый
- Король-хорёк / Царь хорёк (чеш. Král tchoř)
- Три пряхи
- Хорошо, что есть смерть на свете
- История гнома
- Ум и счастье (чеш. Rozum a štěstí)
- Три ведьмы
- Братья-близнецы
- Хорошо, что есть смерть на свете
- Чурбашка (чеш. Otesánek)

### Фильмография
- Princ a Večernice: фильм-сказка, режиссёр В. Ворличек, Чехословакия, 1977
- Třetí Prinz: режиссёр Антонин Москалик, Чехословакия, 1982
- Букет (Kytice): режиссёр Ф. А. Брабец[чеш.], Чехия, 2000
- Полено: фильм Яна Шванкмайера, 2000 год. Вольная экранизация сказки «Чурбашка».